# Baugesetze der Gesellschaft
Baugesetze der Gesellschaft ist eine im Jahr 1968 erschienene sozialphilosophische Schrift von Oswald von Nell-Breuning. 
Nell-Breuning behandelt darin die Lehre vom Solidaritäts- und Subsidiaritätsprinzip der katholischen Soziallehre. Die Schrift ist eine Überarbeitung der bereits einige Jahre früher – zusammen mit Franz Prinz – in den Werkbriefen der Münchner Werkgemeinschaft christlicher Arbeitnehmer formulierten Thesen. 
Die Bedeutung des Werks liegt v. a. in der Präzisierung der beiden grundlegenden Prinzipien der katholischen Soziallehre – die bereits von Heinrich Pesch, Gustav Gundlach, Pius XI. und Johannes XXIII. formuliert worden waren – und der Beschreibung ihrer praktischen Anwendung auf die gesellschaftlichen Institutionen Familie, Wirtschaft, Kirche und Staat.

## Inhalt
Das Solidaritäts- und das Subsidiaritätsprinzip sind für Nell-Breuning die „Baugesetze der menschlichen Gesellschaft“, nach denen die gesellschaftliche Ordnung durch konkretes politisches Handeln hergestellt werden soll. Sie sind nicht nur ethische und Rechtsprinzipien, sondern „Seinsprinzipien, d. h., sie wurzeln unmittelbar in dem, was der Mensch wesenhaft ist“ (S. 114). 
Das Solidaritätsprinzip stützt sich nach Nell-Breuning auf die in der Sozialnatur der Person basierende wechselseitige Beziehung zwischen Person und Gemeinschaft. Es begründet und regelt die gegenseitigen Verpflichtungen von Individuum und Gemeinschaft. Jeder Einzelne haftet für das Wohl des Ganzen, aber umgekehrt ist die Gemeinschaft rückgebunden an die Person und trägt Verantwortung für jedes ihrer Glieder:
So sind in der Gemeinschaft alle und jeder einzelne für das Wohl und Wehe der Gemeinschaft verantwortlich und haben dafür einzustehen. Auch wenn die Ämter, die zu erbringenden Leistungen und die zu erfüllenden Pflichten nach einer bestimmten Ordnung auf die verschiedenen Glieder je nach ihrer Leistungsfähigkeit usw. verteilt sind, so haftet jedes Glied für das Wohl der Gemeinschaft als Gesamtschuldner […] Umgekehrt haftet aber die Gemeinschaft für jeden einzelnen. Erst diese wechselseitige Bezogenheit und Haftung macht die Solidarität vollkommen (S. 16f.).
Das Subsidiaritätsprinzip dagegen besagt, dass jede gesellschaftliche Einrichtung „subsidiär“, d. h., unterstützend und beistehend sein muss. Die übergeordneten staatlichen und gesellschaftlichen Einrichtungen dürfen nur dann die Aufgaben der untergeordneten sozialen Einrichtungen übernehmen, wenn deren Eigenkräfte dazu nicht ausreichen: 
Die übergeordnete oder umfassende Gemeinschaft soll ihren Gliedgemeinschaften hilfreichen Beistand leisten in dem, wozu diese, auf sich allein gestellt, aus eigenen Kräften nicht imstande sind; was dagegen die Gliedgemeinschaften selbst leisten können, darf die übergeordnete oder umfassende Gemeinschaft ihnen nicht abnehmen (S. 83)
Nell-Breuning wendet sich auf dem Hintergrund dieser beiden Prinzipien gleichermaßen gegen kommunistische Ordnungsvorstellungen von Gesellschaft und Wirtschaft, die das Individuum dem gesellschaftlichen Ganzen unterordnen, wie gegen den Wirtschaftsliberalismus, der die Gemeinschaft zur bloßen Funktion der Einzelindividuen degradiere und jede Verantwortung der Gesellschaft für den Einzelnen leugne.

## Ausgaben
- Baugesetze der Gesellschaft. Solidarität und Subsidiarität, Herder, Freiburg/Basel/Wien, durchges. Neuausg. 1990, ISBN 3-451-21818-6